# مايك دونليفي جونيور
مايك دونليفي جونيور (بالإنجليزية: Mike Dunleavy, Jr.)‏ مواليد 15 سبتمبر 1980، هو لاعب كرة سلة أمريكي يلعب مع فريق شيكاغو بولز في الرابطة الوطنية لكرة السلة ويحمل الرقم 34. يبلغ طوله 6 قدم 9 بوصة (2.1 م).

## فرق لعب لها
- غولدن ستايت ووريورز
- إنديانا بايسرز
- ميلووكي باكز
- شيكاغو بولز

## روابط خارجية
- مايك دونليفي جونيور على موقع إن بي أي (الإنجليزية)
- مايك دونليفي جونيور على موقع سبورتس رفرنس (الإنجليزية)
- مايك دونليفي جونيور على موقع كرة السلة الأوروبية.كوم (الإنجليزية)
- مايك دونليفي جونيور على موقع كلية كرة السلة في سبورتس رفرنس.كوم (الإنجليزية)
- مايك دونليفي جونيور على موقع ريلجم (الإنجليزية)
- مايك دونليفي جونيور على موقع بروبوليرز (الإنجليزية)